# Destroyer of Worlds
Destroyer of Worlds (с англ. — «Разрушитель миров») — альбом шведской блэк-метал-группы Bathory, вышедший в 2001 году.

## Об альбоме
Destroyer of Worlds стал очередным альбомом шведской группы Bathory, основателем которой являлся мультиинструменталист, известный под псевдонимом Куортон и являющийся одним из основоположников блэк-метала 1980-х годов. Ранее в группе также играли приглашённые музыканты, включая барабанщика Юнаса Акерлунда, позже переквалифицировавшегося в режиссёры видеоклипов и работавшего с Мадонной и Metallica. Тем не менее, автором и исполнителем большинства песен на новом альбоме оставался Куортон.
С музыкальной точки зрения Destroyer of Worlds являлся менее мрачным, чем ранние представители блэк-метала. Для композиций было характерно сочетание акустических гитар, запоминающихся ритмов и специфического вокала Куортона.

## Отзывы критиков
В рецензии, опубликованной в вебзине Chronicles of Chaos, Винсент Элдефорс присвоил альбому оценку «7.5 из 10». Он выделил песни «Destroyer of Worlds» и «Ode», которые не оставят поклонников группы разочарованными. Элдефорс также назвал пластинку более атмосферной, нежели обычный блэк-метал, и порекомендовал её к прослушиванию не только для фанатов группы. Тем не менее, обозреватель отметил, что новый релиз Куортона в целом проигрывает некоторым из предыдущих работ музыканта.

## Список композиций
Автор всех слов и музыки — Куортон и Bathory.
| №                   | Название              | Длительность |
| ------------------- | --------------------- | ------------ |
| 1.                  | «Lake of Fire»        | 5:43         |
| 2.                  | «Destroyer of Worlds» | 4:51         |
| 3.                  | «Ode»                 | 6:27         |
| 4.                  | «Bleeding»            | 3:55         |
| 5.                  | «Pestilence»          | 6:50         |
| 6.                  | «109»                 | 3:36         |
| 7.                  | «Death from Above»    | 4:35         |
| 8.                  | «Krom»                | 2:50         |
| 9.                  | «Liberty & Justice»   | 3:52         |
| 10.                 | «Kill Kill Kill»      | 3:09         |
| 11.                 | «Sudden Death»        | 3:19         |
| 12.                 | «White Bones»         | 8:35         |
| 13.                 | «Day of Wrath»        | 8:15         |
| Общая длительность: | Общая длительность:   | 65:57        |

## Участники записи
- Quorthon — гитара, вокал, бас, перкуссии, ударные[2].